# عرف دمعي أمامي
العرف الدمعي الأمامي (بالإنجليزية: Anterior lacrimal crest)‏ هو بروز عظمي في النتوء الجبهي للفك العلوي، وهو المكون للحافة الجانبية لحفرة كيس الدمع، ويستمر مع الحافة المحجرية. وفي نقطة اتصاله بالسطح المحجري لعظم الفك العلوي توجد حديبة صغيرة تسمى الحديبة الدمعية، والتي تساعد في معرفة موقع الكيس الدمعي. الرباط الجفني الإنسي يرتبط بالعرف الدمعي الأمامي. 

## صور إضافية

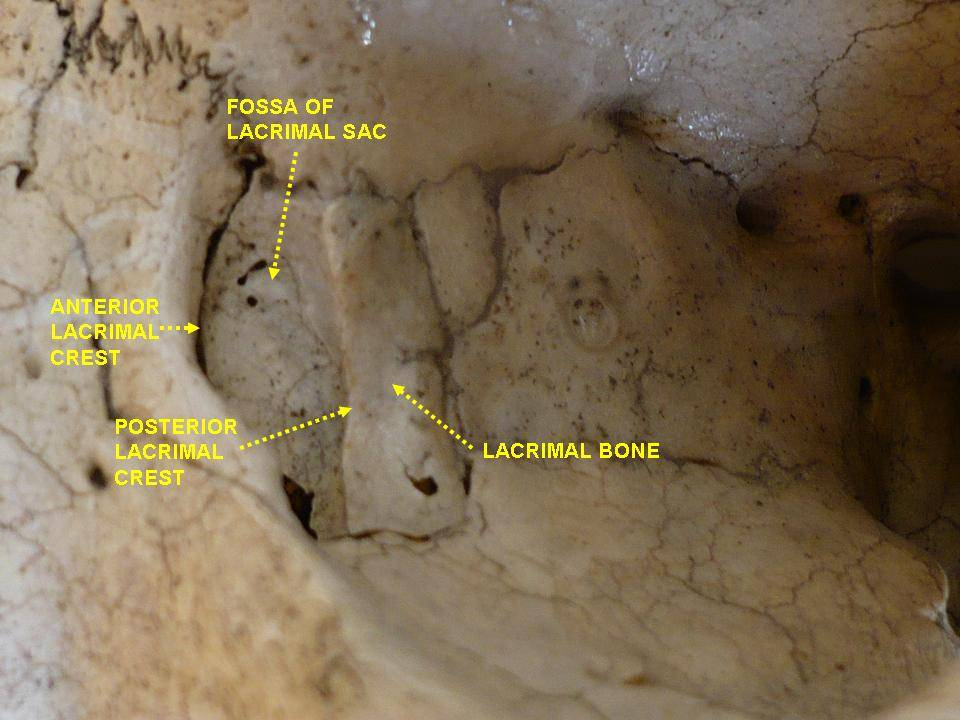
Cranium. Anterior lacrimal crest.Lacrimal bone.